# Cova dels Tayos
Cueva de los Tayos (en espanyol), la «Gruta de les guacharo de les cavernes», és una gruta natural situada sobre el vessant oriental de la serralada dels Andes, a la província de Morona-Santiago a Equador. Sovint és anomenada Cueva de los Tayos de Coangos (el Río Coangos que es troba a proximitat), probablement per distingir-la de les altres grutes a Guacharo de les cavernes amb noms similars.

## Descripció
Situada a una altitud d'aproximadament 800 m entre fines capes de calcària i d'esquist, l'entrada principal de la Cueva de Los Tayos es troba al bosc tropical al fons d'una vall àrida. La més important de les tres entrades és un pou profund de 65 metres que porta a 4,6 quilòmetres d'espaiosos passadissos i una sala mesurant 90 per 240 metres La gruta s'estén sobre una alçada de 201 metres, i el seu punt el més avall acaba en un sifó.
La gruta ha estat molt de temps utilitzada pels indis Jivaro que baixaven a la gruta, cada primavera, a l'ajuda d'escales de vinya i de torxes de bambú per recollir els ocellets del guacharo de les cavernes nocturna, Steatornis caripensis. Les referències escrites sobre la gruta remunten a 1860, i és coneguda per haver estat visitada pels investigadors d'or i pels militars als anys 1960.

## Von Däniken popularitza la gruta
La gruta va ser popularitzada per Erich von Däniken l'any 1973 al seu llibre L'or dels déus, en el qual escriu que Juan Moricz havia pretès haver explorat Cueva de los Tayos l'any 1969 i haver-hi descobert munts d'or, escultures inusuals i una biblioteca metàl·lica. Això era considerat trobar-se a túnels artificials creats per una civilització desapareguda amb l'ajuda d'éssers extraterrestres Von Däniken havia agitat ja la imaginació del públic deixant sentir que els extraterrestres estaven implicats amb civilitzacions antigues al seu llibre "Presència dels extraterrestres".

### L'expedició de 1976
Després de les al·legacions publicades al llibre de von Däniken, una recerca a la Cueva de los Tayos dirigid per Stan Hall, un britànic, l'any 1976. Una dels més importants i dels més costoses exploracions de gruta mai empresa; l'expedició comprenia més d'un centenar de persones, entre les quals experts en diferents dominis, militars britànics i equatorians, un equip de filmació i l'antic astronauta Neil Armstrong.
L'equip comprenia igualment vuit espeleòlegs britànics experimentats que varen explorar minuciosament la gruta i realitzar un sondatge precís a fi de fer una cartografia detallada de la gruta. No hi havia cap prova de les afirmacions més exòtiques de von Däniken, encara que certes particularitats físiques de la gruta s'apropaven de les seves descripcions i que dels elements amb un interès zoològic, botànic i arqueològic hi van ser trobats. L'investigador principal va trobar-se amb els informadors indígenes de Moricz, que varen afirmar que havien indagat una altra gruta, i que la verdadera gruta era secreta.

## L'expedició de 2016
Fou una expedició dirigida pel govern equatorià el 2016 i filmada pel cineasta Miguel Garzón, que en aquella ocasió produí documentari anomenat "Tayos" centrat en l'exploració de la cova. Garzón diu que no va trobar cap de les relíquies esmentades en expedicions anteriors durant aquesta expedició.

## ExpedicióExpedition Unknowndel 2018
El 31 de gener de 2018, la cova dels Tayos va aparèixer al sisè episodi de la quarta temporada de Expedition Unknown, titulada "Hunt for the Metal Library". L'explorador Josh Gates i el seu equip, ajudats per Shuar i Eileen Hall, filla de Stan Hall de l'expedició anterior, es van dirigir a l'Equador per a explorar les profunditats de la caverna.